# Добровка
До́бровка (рос. Добровка) — село у складі Славгородського округу Алтайського краю, Росія.

## Населення
Населення — 49 осіб (2010; 110 у 2002).
Національний склад (станом на 2002 рік):
- росіяни — 68 %